# داودلار
داودلار (به ترکی استانبولی: Davutlar) شهری است در کشور ترکیه که در استان آیدین واقع شده‌است. جمعیت این شهر بر اساس سرشماری سال ۲۰۰۸ میلادی ۱۰٬۱۲۳ نفر و بر اساس برآوردهای سال ۲۰۰۹ میلادی ۱۰٬۶۴۷ نفر می‌باشد.